# Satyrus pimpla
Satyrus pimpla är en fjärilsart som beskrevs av Felder 1867. Satyrus pimpla ingår i släktet Satyrus och familjen praktfjärilar. Inga underarter finns listade.

## Bildgalleri

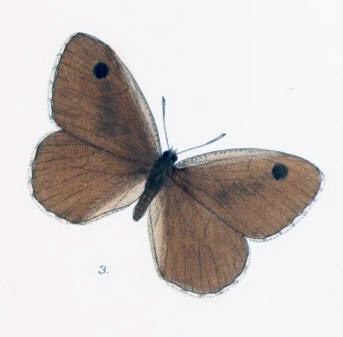
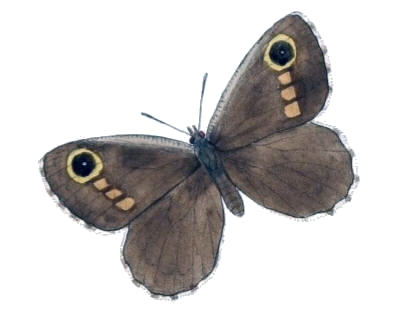